# Schizomyia macrofila
Schizomyia macrofila är en tvåvingeart som först beskrevs av Ephraim Porter Felt 1907.  Schizomyia macrofila ingår i släktet Schizomyia och familjen gallmyggor.
Artens utbredningsområde är Kalifornien. Inga underarter finns listade i Catalogue of Life.